# Peniocereus viperinus
Peniocereus viperinus là một loài thực vật có hoa trong họ Cactaceae. Loài này được (F.A.C. Weber) Buxb. mô tả khoa học đầu tiên năm 1976.